# Rock the Nation World Tour
Rock the Nation World Tour bylo koncertní turné americké hardrockové skupiny Kiss. Do skupiny se vrátil bubeník Eric Singer, který nahradil Petera Crisse, ten ze skupiny definitivně odešel. Turné bylo zaznamenáno na DVD záznamu: Rock the Nation Live! Turné mohlo pokračovat i v roce 2005 ale Paul Stanley musel podstoupit operaci kyčlí. 

## Seznam písní
1. Love Gun
2. Deuce
3. Makin' Love
4. Lick It Up
5. Got to Choose
6. Christine Sixteen
7. War Machine
8. Parasite
9. Psycho Circus
10. I Love It Loud
11. I Want You
12. 100,000 Years
13. Unholy
14. Shout It Out Loud
15. I Was Made for Lovin' You
16. Detroit Rock City

Přídavek:
1. God Gave Rock 'n' Roll to You II
2. Rock and Roll All Nite

## Turné v datech
| Datum             | Město                       | Stát          | Místo                                 |
| Austrálie         | Austrálie                   | Austrálie     | Austrálie                             |
| ----------------- | --------------------------- | ------------- | ------------------------------------- |
| 8. května 2004    | Perth                       | Austrálie     | WACA Ground                           |
| 11. května 2004   | Adelaide                    | Austrálie     | Adelaide Entertainment Center         |
| 13. května 2004   | Melbourne                   | Austrálie     | Rod Laver Arena                       |
| 14. května 2004   | Melbourne                   | Austrálie     | Rod Laver Arena                       |
| 15. května 2004   | Melbourne                   | Austrálie     | Palais Theatre                        |
| 17. května 2004   | Sydney                      | Austrálie     | Sydney Superdome                      |
| 18. května 2004   | Sydney                      | Austrálie     | Enmore Theatre                        |
| 20. května 2004   | Brisbane                    | Austrálie     | Brisbane Entertainment Centre         |
| Asie              |                             |               |                                       |
| 27. května 2004   | Tokio                       | Japonsko      | Budokan Hall                          |
| 28. května 2004   | Tokio                       | Japonsko      | Budokan Hall                          |
| 29. května 2004   | Tokio                       | Japonsko      | Budokan Hall                          |
| 31. května 2004   | Ósaka                       | Japonsko      | Osaka Castle Hall                     |
| 2. června 2004    | Nagoja                      | Japonsko      | Nagoya Rainbow Hall                   |
| 3. června 2004    | Kanazawa                    | Japonsko      | Ishikawa Sangyo Hall                  |
| Severní Amerika   |                             |               |                                       |
| 10. června 2004   | Selma, Texas                | Spojené státy | Verizon Wireless Amphitheatre         |
| 11. června 2004   | Dallas, Texas               | Spojené státy | Smirnoff Music Centre                 |
| 12. června 2004   | The Woodlands, Texas        | Spojené státy | Cynthia Woods Mitchell Pavilion       |
| 15. června 2004   | Greenwood Village, Colorado | Spojené státy | Fiddler's Green Amphitheatre          |
| 16. června 2004   | Albuquerque, Nové Mexiko    | Spojené státy | Journal Pavilion                      |
| 18. června 2004   | Phoenix, Arizona            | Spojené státy | Cricket Wireless Pavilion             |
| 19. června 2004   | Irvine, Kalifornie          | Spojené státy | Verizon Wireless Amphitheatre         |
| 20. června 2004   | Concord, Kalifornie         | Spojené státy | Chronicle Pavilion                    |
| 22. června 2004   | Portland, Oregon            | Spojené státy | Clark County Amphitheatre             |
| 26. června 2004   | Somerset, Wisconsin         | Spojené státy | Float Rite Park Amphitheatre          |
| 27. června 2004   | Bonner Springs, Kansas      | Spojené státy | Sandstone Amphitheater                |
| 28. června 2004   | Maryland Heights, Missouri  | Spojené státy | UMB Bank Pavilion                     |
| 30. června 2004   | Clarkston, Michigan         | Spojené státy | DTE Energy Music Theatre              |
| 2. července 2004  | Nashville, Tennessee        | Spojené státy | Starwood Amphitheatre                 |
| 3. července 2004  | Noblesville, Indiana        | Spojené státy | Verizon Wireless Music Center         |
| 4. července 2004  | Burgettstown, Pensylvánie   | Spojené státy | Post-Gazette Pavilion                 |
| 6. července 2004  | Cuyahoga Falls, Ohio        | Spojené státy | Blossom Music Center                  |
| 7. července 2004  | Milwaukee, Wisconsin        | Spojené státy | Marcus Amphitheater                   |
| 9. července 2004  | Chicago, Illinois           | Spojené státy | Tweeter Center                        |
| 10. července 2004 | Columbus, Ohio              | Spojené státy | Germain Amphitheater                  |
| 11. července 2004 | Cincinnati, Ohio            | Spojené státy | Riverbend Music Center                |
| 13. července 2004 | Camden, New Jersey          | Spojené státy | Tweeter Center at the Waterfront      |
| 14. července 2004 | Darien, New York            | Spojené státy | Darien Lake Performing Arts Center    |
| 16. července 2004 | Mansfield, Massachusetts    | Spojené státy | Tweeter Center                        |
| 17. července 2004 | Atlantic City, New Jersey   | Spojené státy | Trump Taj Mahal                       |
| 18. července 2004 | Hershey, Pensylvánie        | Spojené státy | Hersheypark Stadium                   |
| 20. července 2004 | Holmdel, New Jersey         | Spojené státy | PNC Bank Arts Center                  |
| 21. července 2004 | Wantagh, New York           | Spojené státy | Tommy Hilfiger at Jones Beach Theater |
| 23. července 2004 | Scranton, Pensylvánie       | Spojené státy | Ford Pavilion                         |
| 24. července 2004 | Bristow, Virginie           | Spojené státy | Nissan Pavilion                       |
| 25. července 2004 | Virginia Beach, Virginie    | Spojené státy | Verizon Wireless Amphitheatre         |
| 27. července 2004 | Raleigh, Severní Karolína   | Spojené státy | Alltel Pavilion                       |
| 28. července 2004 | Charlotte, Severní Karolína | Spojené státy | Verizon Wireless Amphitheatre         |
| 30. července 2004 | West Palm Beach, Florida    | Spojené státy | Sound Advice Amphitheatre             |
| 3. srpna 2004     | Pelham, Alabama             | Spojené státy | Verizon Wireless Music Center         |
| 4. srpna 2004     | Atlanta, Georgie            | Spojené státy | HiFi Buys Amphitheatre                |
| 6. srpna 2004     | Memphis, Tennessee          | Spojené státy | Pyramid Arena                         |
| 7. srpna 2004     | New Orleans, Louisiana      | Spojené státy | New Orleans Arena                     |
| 8. srpna 2004     | Little Rock, Arkansas       | Spojené státy | Alltel Arena                          |
| 10. srpna 2004    | Bossier City, Louisiana     | Spojené státy | CenturyTel Center                     |
| 12. srpna 2004    | Laredo, Texas               | Spojené státy | Laredo Entertainment Center           |
| 13. srpna 2004    | Hidalgo, Texas              | Spojené státy | Dodge Arena                           |
| 14. srpna 2004    | Monterrey                   | Mexiko        | Arena Monterrey                       |
| 15. srpna 2004    | Monterrey                   | Mexiko        | Arena Monterrey                       |
| 17. srpna 2004    | Ciudad de México            | Mexiko        | Palacio de los Deportes               |

## Sestava
- Paul Stanley - rytmická kytara, zpěv
- Gene Simmons - basová kytara, zpěv
- Tommy Thayer - sólová kytara, zpěv
- Eric Singer - bicí, zpěv